# 沃尔沃900系列
沃尔沃900系列（Volvo 900 Series）是由沃尔沃汽车公司（中文亦稱富豪汽車）生产的一款中级豪华轿车，于1990-1998年間推出。

## 概述
1990年推出，分940和960两款型号。940是前版740的新型号. ；而960则是760新版本。

## 圖片

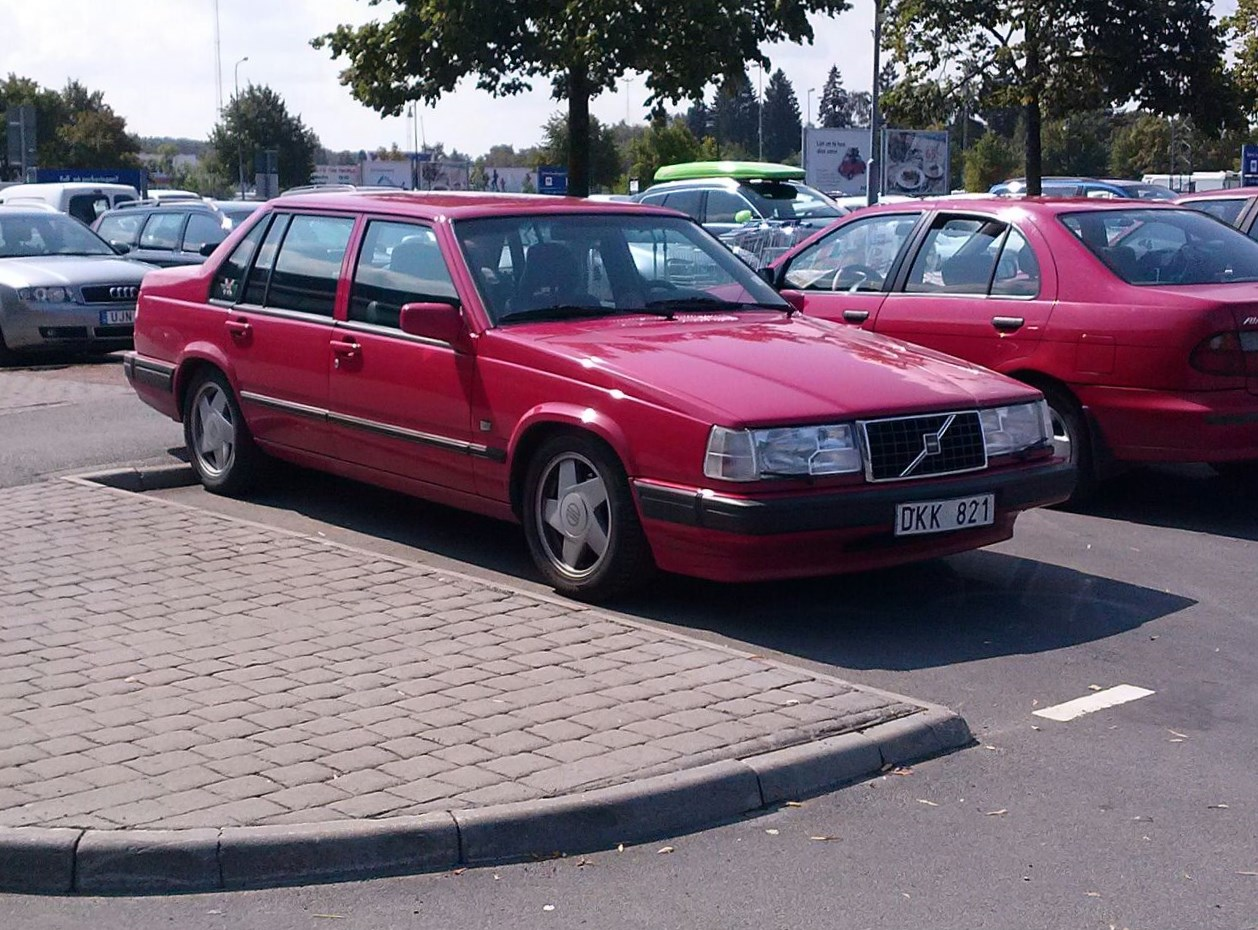
沃尔沃940
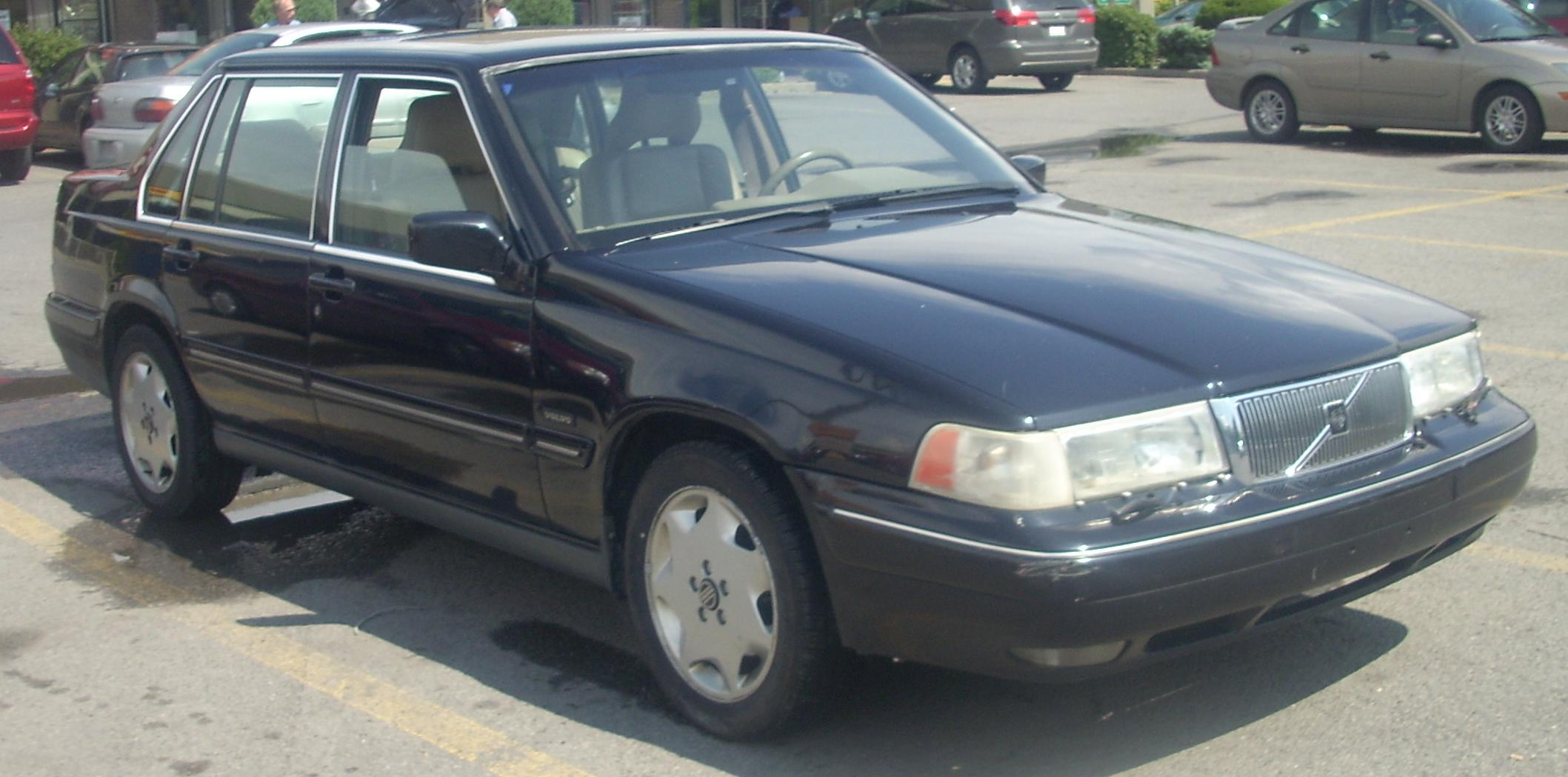
沃尔沃960